# Tebà (Rússia)
|  | Per a altres significats, vegeu «Teba». |

Teba (en rus: Теба) és un poble (un possiólok) de l'óblast de Kémerovo, a Rússia, que en el cens del 2010 tenia 706 habitants, pertany al districte de Mejdurétxensk.